# 塔哈特山
塔哈特山（阿拉伯语：‎）是阿尔及利亚的最高峰，海拔2,908（9,541英尺）。也是阿哈加尔高原的最高点，山峰最近的城市是位于其南部约56 km的塔曼拉塞特。